# Fuentes de Ayódar
Fuentes de Ayódar, en castillan et officiellement (Fontes ou Les Fonts d'Aiòder en valencien), est une commune d'Espagne de la province de Castellón dans la Communauté valencienne. Elle est située dans la comarque de l'Alto Mijares et dans la zone à prédominance linguistique castillane.

## Géographie

Localisation de Fuentes de Ayódar
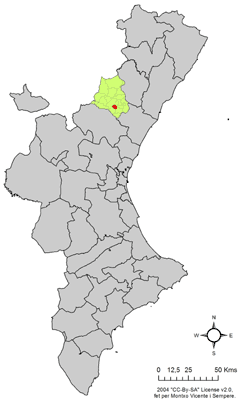
dans la Communauté valencienne.
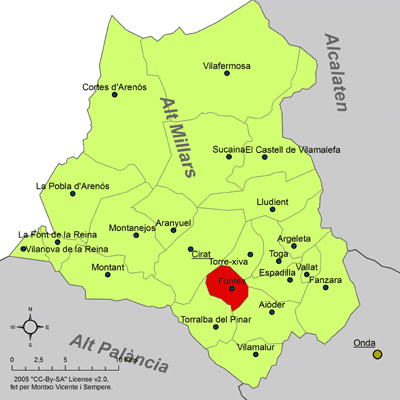
dans la comarque de l'Alto Mijares.